# Conclave de 1769
O Conclave de 1769 (15 de fevereiro a 19 de maio) foi convocado após a morte do Papa Clemente XIII. Ele elegeu como seu sucessor o cardeal Lorenzo Ganganelli, que recebeu o nome de Papa Clemente XIV.

## Morte de Clemente XIII

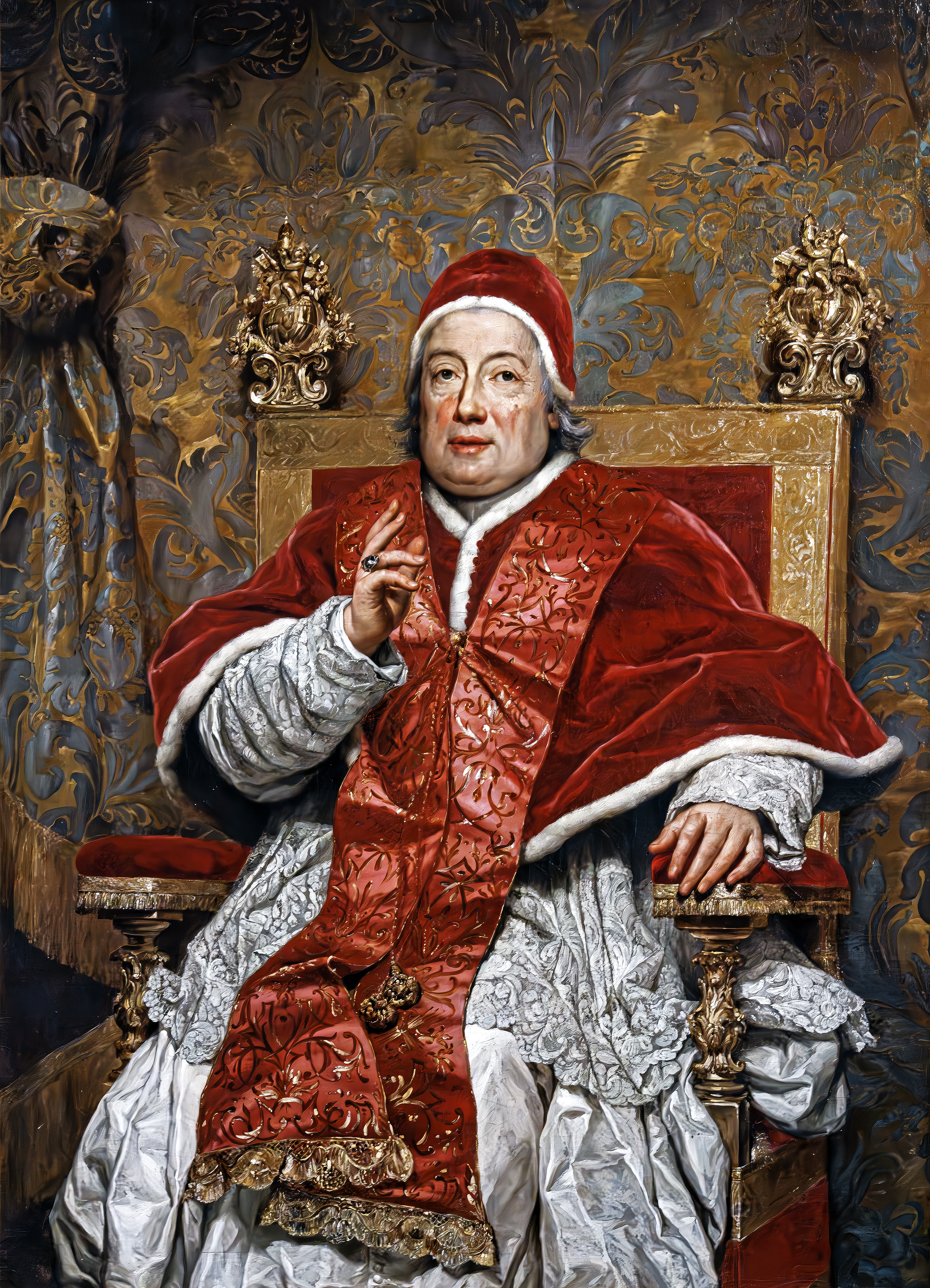
Clemente XIII (retrato de Anton Raphael Mengs)

Clemente XIII morreu repentinamente em 2 de fevereiro de 1769, um dia antes da data do consistório que ele havia convocado para examinar as exigências da Supressão da Companhia de Jesus. Os vários tribunais sob a Casa de Bourbon e o Reino de Portugal (sob a Casa de Bragança) exerceram forte pressão sobre a Santa Sé para suprimir essa ordem em quase todo o seu pontificado. Em 1759, os jesuítas foram expulsos de Portugal e de todos os seus bens, em 1764 do Reino da França, em 1767 da Espanha e em 1768 do Reino de Nápoles, do Reino da Sicília e dos Ducado de Parma e Placência. Clemente XIII defendeu fortemente a Sociedade (por exemplo, no touro Apostolicum pascendi em 1765), mas sem sucesso. Em janeiro de 1769, França e Nápoles tomaram os territórios papais ao redor de Avignon, Benevento e Pontecorvo para forçar o papa a emitir um decreto para a supressão da ordem. A morte repentina de Clemente XIII, 75 anos, deixou essa difícil decisão para seu sucessor.

## Divisões no Colégio dos Cardeais e os candidatos ao papado
O conclave papal em 1769 foi quase completamente dominado pelo problema da Companhia de Jesus. O Colégio Sagrado dos Cardeais foi dividido em dois blocos: pró-jesuítas e anti-jesuítas, mas vários cardeais eram neutros. A facção pró-jesuíta, chamada Zelanti, agrupou cardeais italianos que se opunham às influências seculares sobre a Igreja. Seus líderes eram Gian Francesco Albani e Alessandro Albani e cardeal-sobrinho do falecido papa Carlo Rezzonico. O bloco anti-jesuíta (também chamado de "facção da corte") agrupava os cardeais-coroas dos poderes católicos: França, Espanha e Nápoles. Respectivamente governado na época por Luís XV de França, Carlos III de Espanha e Fernando I das Duas Sicílias. Apesar das divisões nacionais, eles trabalharam juntos para o objetivo principal - supressão da Companhia de Jesus. Os tribunais Bourbon decidiram colocar a liderança oficial desse bloco nas mãos do cardeal francês de Bernis. Ele e seus colegas foram instruídos a bloquear todas as candidaturas pró-jesuítas, mesmo com a exclusão oficial, se necessário. Vários cardeais, entre eles Lorenzo Ganganelli, não pertenciam a nenhuma facção.
O governo francês era mais exigente que o espanhol e o napolitano. Apenas três cardeais foram considerados bons candidatos: Conti, Durini e Ganganelli.
Desses 43 cardeais, apenas 27 ou 28 foram considerados papáveis, enquanto os 15 restantes foram excluídos devido à idade ou à saúde.

## Conclave

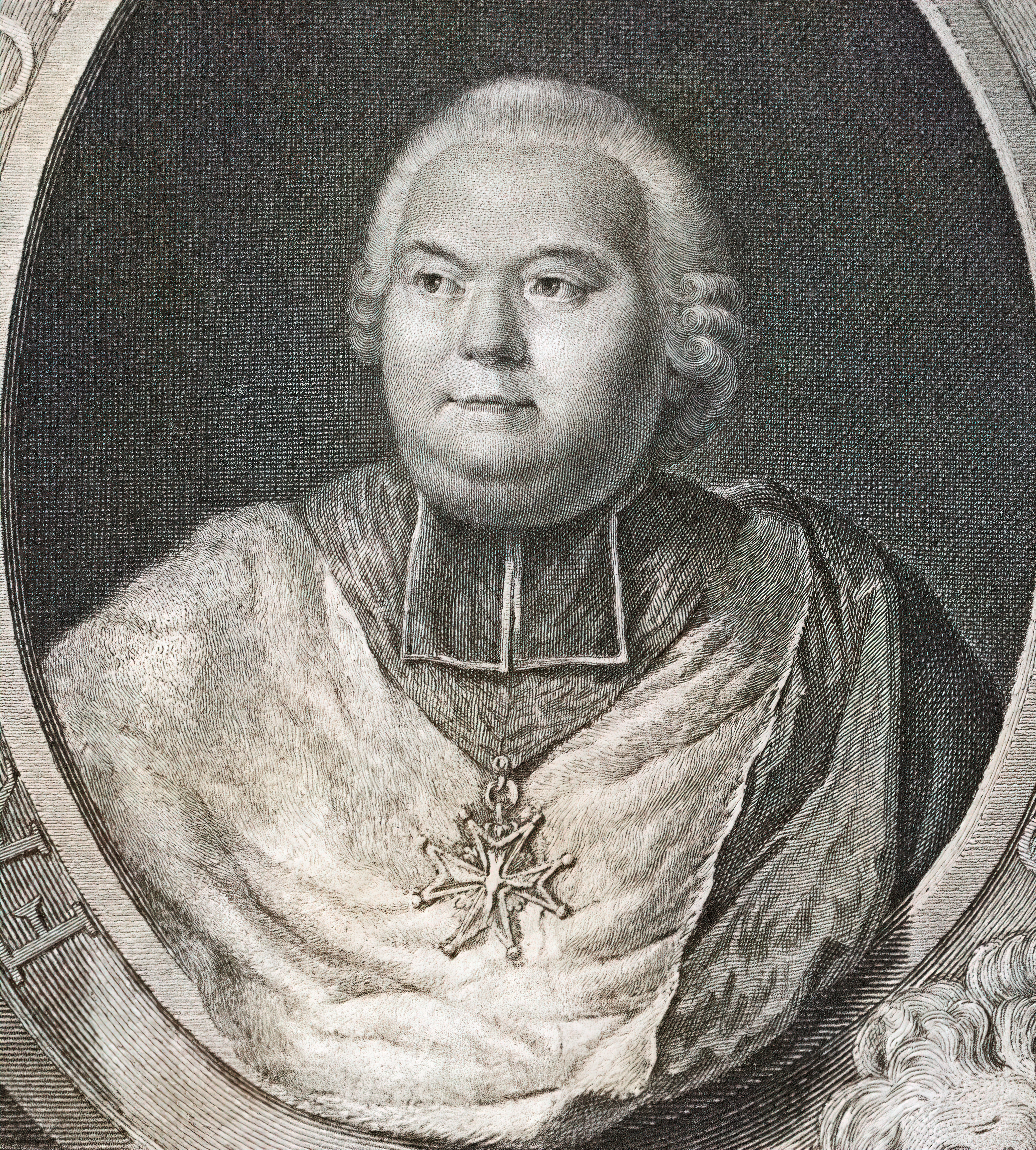
O cardeal de Bernis foi uma das principais figuras do conclave

Brasão Papal do Papa Clemente XIV.

O conclave começou em 15 de fevereiro de 1769. Inicialmente, apenas 27 cardeais participaram. Zelanti, aproveitando o pequeno número de eleitores e a ausência dos cardeais franceses e espanhóis, tentou conseguir uma rápida eleição do cardeal Flavio Chigi. Em uma votação ele teve apenas dois votos antes de ser eleito. Os esforços de Zelanti se reuniram com fortes protestos dos embaixadores da França e da Espanha, e o cardeal Orsini, protetor do Reino de Nápoles e o único cardeal presente nas primeiras eleições, conseguiu juntar-se a alguns cardeais neutros para bloquear a candidatura de Chigi.
Um evento sem precedentes foi a visita de José II do Sacro Império Romano-Germânico, que chegou incógnito a Roma em 6 de março e foi autorizado a entrar no conclave. Ele ficou lá duas semanas, debatendo livremente com os eleitores. Ele não os pressionou, mas apenas expressou o desejo da eleição de um papa que seria capaz de cumprir seus deveres com o devido respeito pelos governantes seculares.
O cardeal de Bernis entrou no conclave no final de março e assumiu a liderança da facção anti-jesuíta das mãos do cardeal Orsini, que poderia ter bloqueado as ações de Zelanti apenas com grandes dificuldades. Bernis imediatamente estabeleceu uma correspondência regular com o embaixador francês Marquês d'Aubeterre, que violava a lei fundamental do conclave. Os embaixadores da França e da Espanha instaram Bernis a insistir para que a eleição do futuro papa dependa de seu compromisso por escrito de suprimir os jesuítas. Bernis recusou, respondendo que exigir do futuro papa uma promessa escrita ou oral de destruir a Companhia de Jesus violaria a lei canônica. Apesar dessa recusa, durante as próximas semanas Bernis rejeitou consecutivamente todos os candidatos propostos por Zelanti como devotados demais aos jesuítas. Dessa maneira, vinte e três dos vinte e oito papabilas foram eliminados, dentre eles o cardeal Fantuzzi, pró-jesuíta, que em algum momento estava muito perto de conseguir a eleição para o trono papal, assim como Cavalchini, Colonna, Stoppani, Pozzobonelli, Sersale, e vários outros.
A chegada dos cardeais espanhóis Solis e de la Cerda em 27 de abril fortaleceu o partido anti-jesuíta. Eles também violaram a lei do conclave estabelecendo correspondência regular com o embaixador espanhol Azpuru. Os espanhóis tinham menos escrúpulos que Bernis e, apoiados pelo cardeal Malvezzi, tomaram o assunto com suas próprias mãos. Eles prestaram atenção ao único frade do Sagrado Colégio, o cardeal Lorenzo Ganganelli, OFMConv. A atitude de Ganganelli em relação aos jesuítas era um grande mistério - ele havia sido educado pelos jesuítas e dizia-se que recebeu o chapéu vermelho por ocasião do padre Lorenzo Ricci, general da Companhia de Jesus, mas durante o pontificado de Clemente XIII ele não se engajou na defesa da Ordem. O cardeal Solis começou falando com sua vontade de dar a promessa exigida pelos príncipes Bourbon como condição indispensável para a eleição. Ganganelli respondeu que "reconheceu no soberano pontífice o direito de extinguir, com boa consciência, a Companhia de Jesus, desde que observasse a lei canônica; e que era desejável que o papa fizesse tudo ao seu alcance para satisfazer os desejos de as coroas". Não é certo se foi uma promessa escrita ou apenas oral, mas esta declaração satisfez plenamente os embaixadores.
Ao mesmo tempo, Zelanti também começou a se apoiar em Ganganelli, considerando-o indiferente ou até favorável aos jesuítas. Parece que a atitude de Zelanti foi decidida pelas negociações secretas entre seus líderes Alessandro e Gian Francesco Albani e os cardeais espanhóis. O cardeal de Bernis, líder nominal da facção da corte, provavelmente não teve nenhum papel na nomeação de Ganganelli e só seguiu as instruções do marquês de Aubeterre quando tudo já era conhecido.

## Eleição de Clemente XIV
Na votação final de 19 de maio de 1769, o cardeal Lorenzo Ganganelli foi eleito para o papado, recebendo todos os votos, exceto os seus, que concedeu a Carlo Rezzonico, sobrinho de Clemente XIII e um dos líderes de Zelanti. Ele tomou o nome de Clemente XIV, em homenagem a Clemente XIII, que o elevou ao cardinalato.

## Cardeais Eleitores
| Concistoro                     | 1769 |
| ------------------------------ | ---- |
| Julho 1721                     | 1    |
| Consistórios de Inocêncio XIII | 1    |
| Agosto 1730                    | 1    |
| Consistórios de Clemente XII   | 1    |
| Setembro 1743                  | 5    |
| Abril 1747                     | 2    |
| Julho 1747                     | 1    |
| Novembro 1753                  | 6    |
| Abril 1754                     | 1    |
| Dezembro 1754                  | 1    |
| Abril 1756                     | 3    |
| Dezembro 1756                  | 2    |
| Consistórios de Bento XIV      | 21   |
| Setembro 1758                  | 1    |
| Outubro 1758                   | 2    |
| Setembro 1759                  | 11   |
| Novembro 1761                  | 7    |
| Julho 1763                     | 2    |
| Julho 1766                     | 2    |
| Setembro 1766                  | 9    |
| Consistórios de Clemente XIII  | 34   |
| Total                          | 57   |

| Criado por                  | Cardeais | Por Cento |
| --------------------------- | -------- | --------- |
| Papa Inocêncio XIII (IXIII) | 01       | 1,75%     |
| Papa Clemente XII (CXII)    | 01       | 1,75%     |
| Papa Bento XIV (BXIV)       | 021      | 36,84%    |
| Papa Clemente XIII (CXIII)  | 034      | 59,65%    |
| Total                       | 57       | 100%      |

### Cardeais Bispos
| Nº | Nome                                 | Consistório   | Papa |
| -- | ------------------------------------ | ------------- | ---- |
| 1  | Carlo Alberto Guidobono Cavalchini   | Setembro 1743 | BXIV |
| 2  | Federico Marcello Lante della Rovere | Setembro 1743 | BXIV |
| 3  | Gian Francesco Albani                | Abril 1747    | BXIV |
| 4  | Henry Benedict Stuart                | Julho 1747    | BXIV |
| 5  | Fabrizio Serbelloni                  | Novembro 1753 | BXIV |
| 6  | Giovanni Francesco Stoppani          | Novembro 1753 | BXIV |

### Cardeais Presbíteros
| Nº | Nome                                         | Consistório   | Papa  |
| -- | -------------------------------------------- | ------------- | ----- |
| 7  | Giuseppe Pozzobonelli                        | Setembro 1743 | BXIV  |
| 8  | Carlo Vittorio Amedeo Ignazio delle Lanze    | Abril 1747    | BXIV  |
| 9  | Vincenzo Malvezzi Bonfioli                   | Novembro 1753 | BXIV  |
| 10 | Antonino Sersale                             | Abril 1754    | BXIV  |
| 11 | Francisco de Solís Folch de Cardona          | Dezembro 1756 | BXIV  |
| 12 | Paul d'Albert de Luynes                      | Dezembro 1756 | BXIV  |
| 13 | Carlo Rezzonico, Jr.                         | Setembro 1758 | CXIII |
| 14 | Antonio Marino Priuli                        | Outubro 1758  | CXIII |
| 15 | François-Joachim de Pierre de Bernis         | Outubro 1758  | CXIII |
| 16 | Ferdinando Maria de Rossi                    | Setembro 1759 | CXIII |
| 17 | Girolamo Spinola                             | Setembro 1759 | CXIII |
| 18 | Giuseppe Maria Castelli                      | Setembro 1759 | CXIII |
| 19 | Gaetano Fantuzzi                             | Setembro 1759 | CXIII |
| 20 | Pietro Girolamo Guglielmi                    | Setembro 1759 | CXIII |
| 21 | Pietro Paolo Conti                           | Setembro 1759 | CXIII |
| 22 | Lorenzo Ganganelli, O.F.M.Conv.              | Setembro 1759 | CXIII |
| 23 | Marco Antônio Colonna                        | Setembro 1759 | CXIII |
| 24 | Buenaventura de Córdoba Espínola de la Cerda | Novembro 1761 | CXIII |
| 25 | Giovanni Molino                              | Novembro 1761 | CXIII |
| 26 | Simone Buonaccorsi                           | Julho 1763    | CXIII |
| 27 | Giovanni Ottavio Bufalini                    | Julho 1766    | CXIII |
| 28 | Giovanni Carlo Boschi                        | Julho 1766    | CXIII |
| 29 | Ludovico Calini                              | Setembro 1766 | CXIII |
| 30 | Antonio Branciforte Colonna                  | Setembro 1766 | CXIII |
| 31 | Lazzaro Opizio Pallavicini                   | Setembro 1766 | CXIII |
| 32 | Vitaliano Borromeo                           | Setembro 1766 | CXIII |
| 33 | Pietro Colonna Pamphili                      | Setembro 1766 | CXIII |
| 34 | Urbano Paracciani Rutili                     | Setembro 1766 | CXIII |
| 35 | Filippo Maria Pirelli                        | Setembro 1766 | CXIII |

### Cardeais Diáconos
| Nº | Nome                         | Consistório   | Papa  |
| -- | ---------------------------- | ------------- | ----- |
| 36 | Alessandro Albani            | Julho 1721    | IXIII |
| 37 | Neri Maria Corsini           | Agosto 1730   | CXII  |
| 38 | Domenico Orsini de Aragão    | Setembro 1743 | BXIV  |
| 39 | Flavio Chigi, Jr             | Novembro 1753 | BXIV  |
| 40 | Ludovico Maria Torriggiani   | Novembro 1753 | BXIV  |
| 41 | Giovanni Costanzo Caracciolo | Setembro 1759 | CXIII |
| 42 | Niccolò Perelli              | Setembro 1759 | CXIII |
| 43 | André Corsini                | Setembro 1759 | CXIII |
| 44 | Andrea Negroni               | Julho 1763    | CXIII |
| 45 | Saverio Canali               | Setembro 1766 | CXIII |
| 46 | Benedetto Veterani           | Setembro 1766 | CXIII |

### Ausentes
| Nº | Nome                                         | Consistório   | Papa  |
| -- | -------------------------------------------- | ------------- | ----- |
| 1  | Giacomo Oddi                                 | Setembro 1743 | BXIV  |
| 2  | Carlo Francesco Durini                       | Novembro 1753 | BXIV  |
| 3  | Luis Antonio Fernández de Córdoba            | Dezembro 1754 | BXIV  |
| 4  | Étienne-René Potier de Gesvres               | Abril 1756    | BXIV  |
| 5  | Franz Konrad Kasimir Ignaz von Rodt          | Abril 1756    | BXIV  |
| 6  | Francisco de Saldanha da Gama                | Abril 1756    | BXIV  |
| 7  | Christoph Anton von Migazzi                  | Novembro 1761 | CXIII |
| 8  | Antoine Clériadus de Choiseul de Beaupré     | Novembro 1761 | CXIII |
| 9  | Jean-François-Joseph Rochechouart de Faudoas | Novembro 1761 | CXIII |
| 10 | Franz Christoph von Hutten zum Stolzenberg   | Novembro 1761 | CXIII |
| 11 | Louis César Constantin de Rohan              | Novembro 1761 | CXIII |

- Divisões no Colégio dos Cardeais em 1769:

| "BOM" | "Indiferente"                                                                                      | "NEM BOM NEM RUIM"                 | "RUIM" | "MUITO RUIM"                                                             |
| --- | -------------------------------------------------------------------------------------------------- | ---------------------------------- | --- | ------------------------------------------------------------------------ |
| 1. Sersale 2. Cavalchini 3. Negroni 4. Durini 5. N. Corsini 6. Conti 7. Branciforte 8. Caracciolo 9. A. Corsini 10. Ganganelli 11. Pirelli | 1. Guglielmi 2. Canale 3. Pozzobonelli 4. Perelli 5. Malvezzi 6. Pallavicini 7. Stuart 8. Pamphili | 1. Lante 2. Stoppani 3. Serbelloni | 1. Oddi 2. A. Albani 3. Rossi 4. Calini 5. Veterani 6. Molino 7. Priuli 8. Bufalini 9. Lanze 10. Spinola 11. Paracciani 12. G.F. Albani 13. Borromeo 14. Colonna 15. Fantuzzi | 1. Torregiani 2. Castelli 3. Buonaccorsi 4. Chigi 5. Boschi 6. Rezzonico |

| Duração            | 3 MESES                    |
| Numero de votações | ?                          |
| Eleitores          | 44                         |
| ------------------ | -------------------------- |
| Presentes          | ?                          |
| Ausentes           | ?                          |
| Europa             | 44                         |
| Italianos          | 44                         |
| PAPA MORTO         | CLEMENTE XIII (1758 -1769) |
| PAPA ELEITO        | CLEMENTE XIV (1769-1774)   |